# Marko Medo
Marko Medo (ur. 10 marca 1972 w Strupniciu) – chorwacki duchowny katolicki, biskup gospicko-seński od 2024.

## Życiorys
Święcenia kapłańskie otrzymał 27 czerwca 1998 w Trzecim Zakonie Regularnym. Przez kilkanaście lat pracował duszpastersko w parafiach zakonnych. W 2011 objął funkcję kapelana przy chorwackim Ministerstwie Obrony. 2 listopada 2015 został inkardynowany do Ordynariatu Polowego Republiki Chorwackiej, a w 2018 został wikariuszem generalnym tegoż ordynariatu.
7 października 2024 papież Franciszek mianował go ordynariuszem diecezji Gospicia-Senja. Sakry udzielił mu 14 grudnia 2024 biskup Jure Bogdan.